# 35e brigade de fusiliers motorisés de la Garde
Pour les articles homonymes, voir 35e brigade.
La 35e brigade de fusiliers motorisés de la Garde (russe : 35-я отдельная гвардейская мотострелковая бригада ; unité militaire n° 41659) est une unité des Forces terrestres russes. Son histoire remonte à la formation du 4e corps de chars soviétique pendant la Seconde Guerre mondiale.
L'unité, qui fait partie de la 41e armée combinée, a établi son quartier général dans une ancienne installation des Forces de fusées stratégiques à Aleïsk en Sibérie.

## Historique
Conformément à l'ordonnance n° 724218сс du 31 mars 1942 du comité d'État de la Défense, le 4e corps de chars (russe : 4-й танковый корпус) est créé dans la région de Voronej en avril 1942. Par ordre du comité d'État de la Défense de l'URSS n° 57 du 7 février 1943, en reconnaissance du courage et de l'héroïsme de son personnel, l'unité reçoit le titre honorifique d'unité de la Garde, avant d'être renommée 5e corps de chars de la Garde (russe : 5-й гвардейский танковый корпус).
Dans les dernières étapes de la bataille de Stalingrad, le 4e corps de chars reçoit le titre honorifique « Stalingrad » par l'ordre du comité d'État de la Défense n° 42 du 27 janvier 1943.
Le corps a participé aux opérations suivantes :
- Opération défensive stratégique de Koursk (bataille de Koursk, du 5 juillet 1943 au 23 juillet 1943.
- Opération offensive Belogorod-Kharkov (opération Roumiantsev), du 3 août 1943 au 23 août 1943. Le 6 novembre 1943, le 5e corps de la Garde reçoit le titre honorifique « Kiev » par un Prikaz du commandant en chef suprême[3].
- Offensive Tchernigov-Poltava, du 26 août 1943 au 30 septembre 1944.
  - Opération Soumy-Prilouki, du 26 août 1943 au 30 septembre 1943.
- Opération offensive stratégique de Kiev (bataille de Kiev).
- Opération défensive de Kiev, du 13 novembre au 22 décembre 1943.
- Offensive Dniepr-Carpates (prise de l'Ukraine de la rive droite), du 12 décembre 1943 au 17 avril 1944.
  - Offensive Jytomyr-Berdytchiv, du 24 décembre 1943 au 14 janvier 1944.
  - Opération Korsun-Shevchenko, du 24 janvier 1944 au 17 février 1944.
  - Offensive Ouman-Botoșani, du 5 mars 1944 au 17 avril 1944.
- Seconde offensive Jassy-Kishinev, du 20 août 1944 au 29 août 1944.
- Offensive de Debrecen (bataille de Debrecen), du 6 octobre 1944 au 28 octobre 1944.
- Offensive de Budapest, du 29 octobre 1944 au 13 février 1945.
- Offensive de Vienne, du 16 mars 1945 au 15 avril 1945.
- Offensive Bratislava-Brno (dans sa phase finale).
- Offensive de Prague, du 5 juin 1945 au 5 novembre 1945.
- Invasion soviétique de la Mandchourie, du 8 septembre 1945 au 9 février 1945.
  - Opération offensive Khingan-Moukden, du 8 septembre 1945 au 9 février 1945.

Le 14 septembre 1945, sur la base de l'ordre du  comité d'État de la Défense de l'URSS n° 0013 du 10 juin 1945, le corps, dans le cadre du processus global de démobilisation, est réorganisé en tant que 5e division de chars de la Garde (première formation). De septembre 1945 à juin 1957, la division fait partie de la 6e armée de chars de la Garde.
Le 29 juin 1957, la 5e division de chars de la Garde devient la 122e division de fusiliers motorisés de la Garde. De 1976 à 1989, elle fait partie de la 36e armée. L'unité devient une division de mitrailleuses et d'artillerie en 1989, une division de fusiliers motorisés en 2001, puis la 35e brigade de fusiliers motorisés de la Garde en juin 2009.
Après sa participation à l'invasion russe de l'Ukraine, des messages de proches révèlent que la brigade a subi de lourdes pertes. Elle participe à la prise d'Avdiïvka en février 2024.
Le 5 octobre 2024, les forces ukrainiennes ont bombardé les postes de commandement russes des 35e et 27e brigades de fusiliers motorisés avec des missiles Storm Shadow et des obus GMLRS,.

## Commandants
- Major général de la Garde Grigori Rostislavovitch Tiourine[9]
- Colonel de la Garde Andreï O. Cheloukhine[10]
- Colonel de la Garde Oleg Vladmirovitch Kouriguine[11]